# ピオネール島
ピオネール島（ピオネールとう、ロシア語:Пионер；英語:Pioneer Island）は、ロシアの最北部にある群島セヴェルナヤ・ゼムリャ諸島を構成する島の1つである。名称は、「パイオニア」もしくは「ピオネール」と呼ばれたソ連のボーイスカウト組織のこと。

## 概要
ピオネール島の面積は1,527km2で、群島で4番目の大きさを誇っている。島は群島の西端に位置しており、島の北にはコムソモレツ島、東には十月革命島がある。なお、過去にはピオネール島の名前をスヴャターヤ・タチヤーナ島（聖タチヤーナ島）へ変える要望があった。